# Dioști
Dioști est une commune roumaine située dans le județ de Dolj.